# Udligenswil
Udligenswil es una comuna suiza del cantón de Lucerna, situada en el distrito de Lucerna. Limita al norte y al este con las comunas de Root y Meierskappel, al este y sur con Küssnacht am Rigi (SZ), y al oeste con Adligenswil y Dierikon.

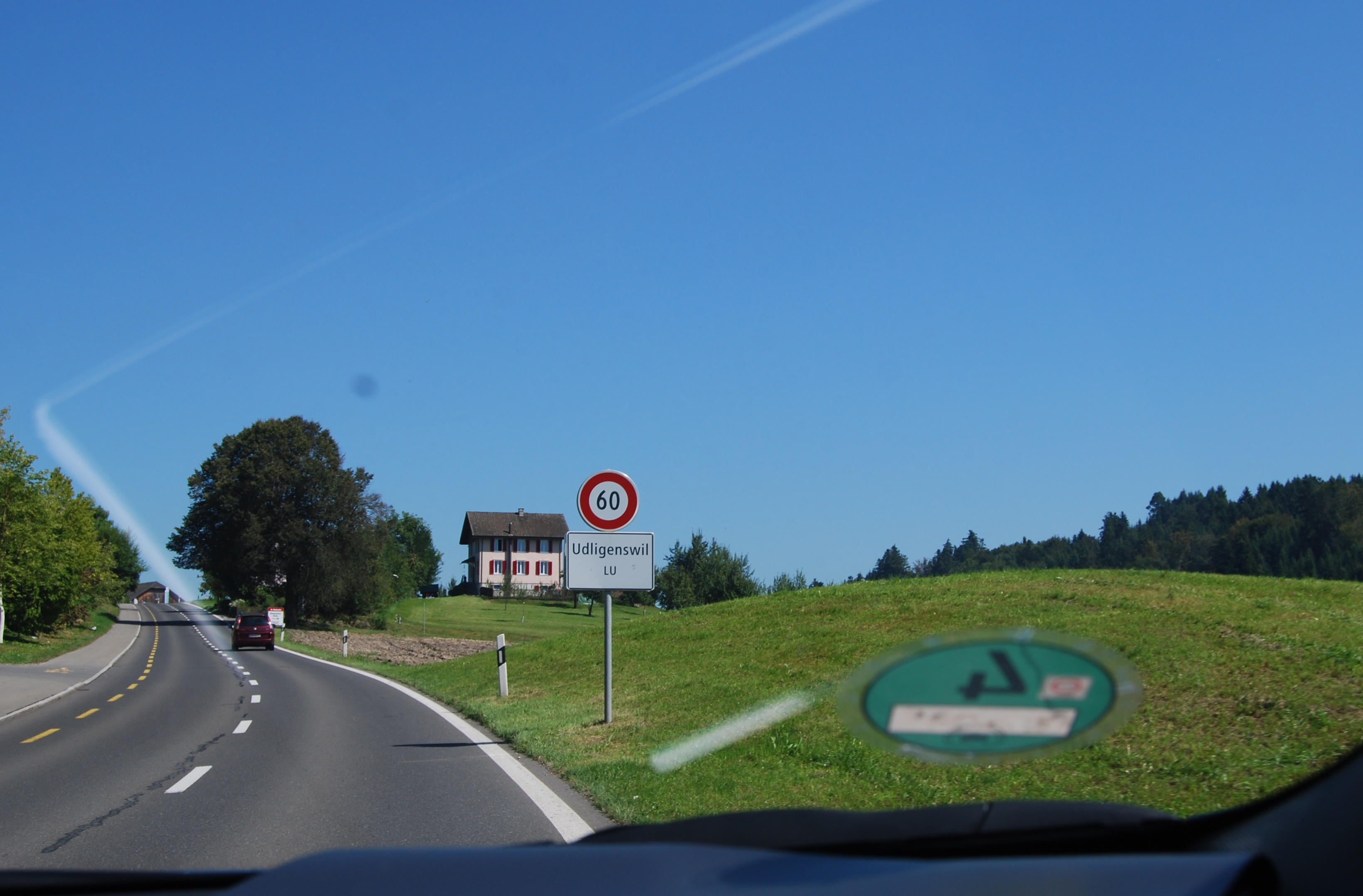
Udligenswil